# The Hu
The Hu (stylisé The HU, parfois The Hu Band, en mongol : Хү) est un groupe de metal mongol formé en 2016 à Oulan-Bator. En incluant des instruments traditionnels, tel que le Morin khuur, ainsi que du chant khöömii (chant de gorge),, le groupe appelle leur genre musical du « hunnu rock » hu étant un mot racine mongol pour humain.

## Biographie

### Formation etGereg(2016-2019)
Le groupe est formé en 2016 à Oulan-Bator sous l'impulsion du producteur Dashka. Il comprend alors quatre membres, à savoir TS. Galbadrakh au Morin khuur et au chant principal khöömii, G. Nyamjantsan à la guimbarde et au chant khöömii ainsi qu'à la flûte, puis Enkush au Morin Khuur et enfin Temuulen à la guitare mongole.
C'est en 2018 qu'ils se font connaître par la publication de leurs deux premiers clips sur YouTube pour Yuve Yuve Yu et Wolf Totem qui comptabilisent au 8 avril 2020 près de 43 millions de vues. Ils signent alors un contrat avec le label Better Noise Music, anciennement connu sous le nom de Eleven Seven Label Group, celui-là même qui compte d'autres groupes comme Mötley Crüe, Papa Roach ou encore Five Finger Death Punch.
Le 7 juin 2019, ils annoncent la sortie de leur premier album The Gereg pour le 13 septembre 2019. Ils dévoilent par la même occasion un nouvel extrait "Shoog Shoog". Le 8 juin 2019, ils font étape en France pour la première fois lors du Festival Sama'Rock dans le cadre de leur tournée européenne. Cette dernière démarre le 6 juin 2019 pour s'achever le 6 juillet de la même année en République tchèque.
À la suite de la publication de leur premier album le 13 septembre 2019, ils reçoivent le 27 novembre 2019 la médaille de l'Ordre de Gengis Khan, la plus haute distinction de Mongolie. Le président Khaltmaagiin Battulga les récompense alors pour leur capacité à promouvoir la culture traditionnelle mongole reflétant alors la grandeur de l'Empire mongol, ainsi que le fait de promouvoir leur musique par leurs paroles écrites en mongol.

### Tournées et épidemie de Covid-19 (2020-2021)
Ils repartent par la suite en tournée en Europe à partir du 15 janvier 2020 en passant par des villes comme Hambourg, Oslo, Paris ou bien Londres. Elle s'achève le 16 février 2020 à Dublin.
En mars 2020, alors qu'ils sont en tournée en Australie, l'épidémie de Covid-19 oblige les autorités locales à suspendre tout rassemblement de plus de 500 personnes. Le groupe se voit alors contraint d'annuler le reste de la tournée. Mais le groupe est également contraint de rester bloqué en Australie, leur pays natal ayant fermé toutes ses frontières. Ils rentrent finalement le 3 mai 2020 tout en étant mis en quarantaine à leur retour et ce pour une durée de 21 jours.
Pour aider les autorités locales à lutter contre l'épidémie, The Hu organise un concert de charité le 29 juin 2020 filmé au White Rock Centre d'Oulan-Bator. Le groupe récolte alors 19 000 dollars. C'est à la suite de cela qu'ils publient une version deluxe de leur premier album le 10 juillet 2020. En plus de contenir les mêmes titres, le groupe inclut des versions acoustiques, mais également des collaborations avec divers artistes comme Jacoby Shaddix, Danny Case ou bien Lzzy Hale. Un documentaire intitulé "The Hu: Road to the Gereg" revenant sur l'histoire du groupe et sur la création de leur album est mis en ligne sur YouTube.
Le 3 décembre 2020, le groupe publie une reprise de Sad but True, extrait de l'album Metallica du groupe du même nom. Cette dernière est mise en scène autour d'un clip vidéo publiée sur leur chaîne YouTube.
La banque nationale de Mongolie annonce créer une monnaie à leur effigie le 24 janvier 2021 afin de leur rendre hommage. La sortie de cette dernière est annoncée pour février 2021.
Du 1er septembre au 31 octobre 2021, ils sont en tournée nord-américaine, avec The Haunt en première partie. Le 10 septembre 2021, ils publient une reprise de "Through The Never", figurant sur l'album The Metallica Blacklist, la compilation célébrant les 30 ans de l'album Black de Metallica.

### Rumble of Thunder(depuis 2022)

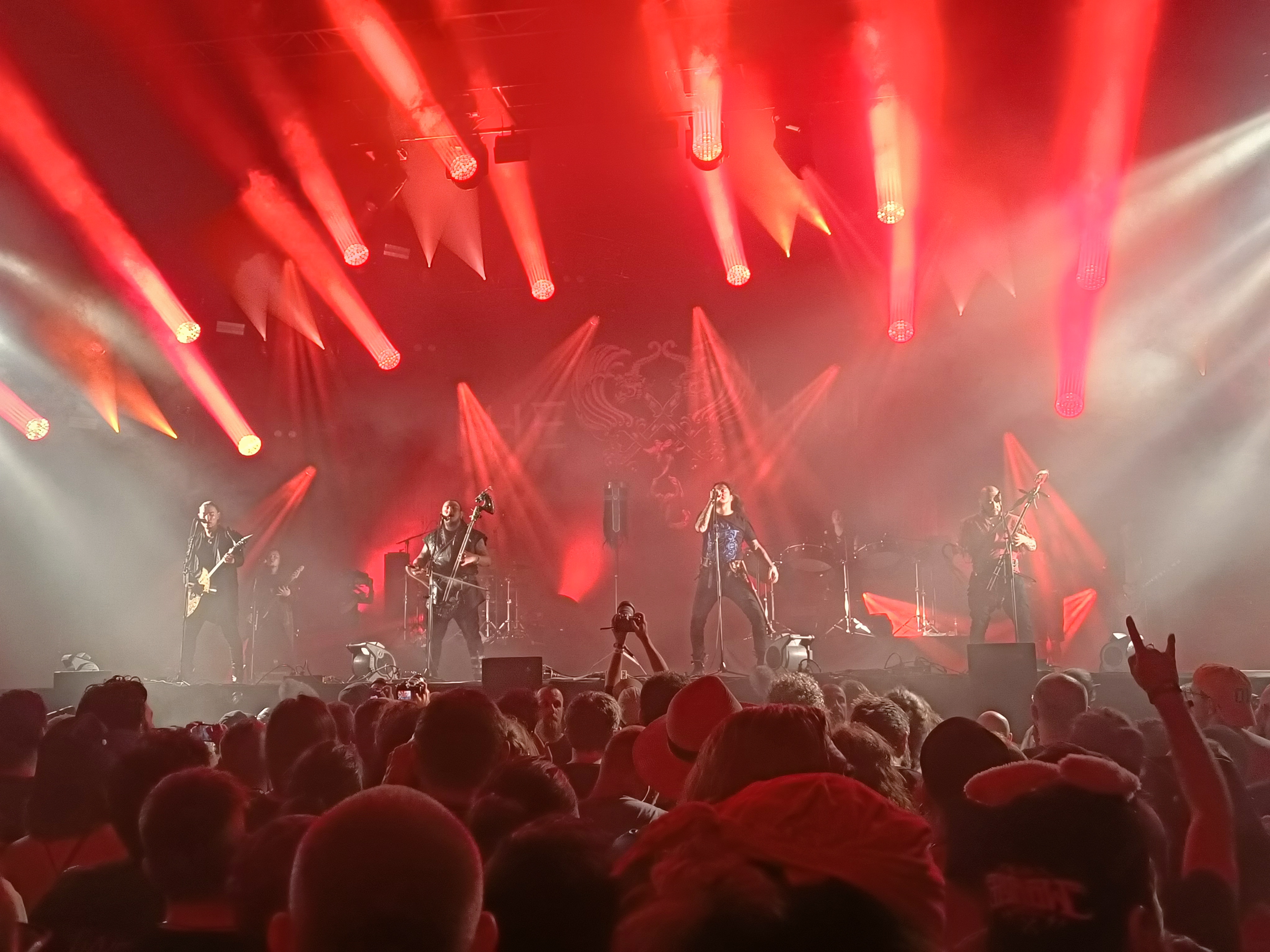
Le groupe au Hellfest en 2023

Du 15 avril au 31 mai 2022, le groupe part en tournée nord-américaine, avec deux passages par le festival Coachella. Le nom de leur tournée, "Black Thunder", fait directement référence à la nature mongole, selon les dires du groupe. En plus de leurs morceaux habituels, ils interprètent également en avant-première les chansons devant figurer sur leur deuxième album, dont la date de sortie reste inconnue.
Le 13 mai 2022, ils publient un nouveau single, "This is Mongol", dont le clip est tourné dans le désert des Mojaves. Le 08 juillet 2022, ils publient la première partie de leur nouveau clip pour "Black Thunder". Dans le même temps, ils annoncent la sortie de leur deuxième album intitulé Rumble of Thunder pour le 02 septembre 2022, toujours sous Better Noise Music. Pour la promotion de ce dernier, ils partent en tournée européenne du 26 octobre au 09 décembre 2022. Le 25 novembre 2022, lors de leur passage à Paris, le groupe est nommé "Artistes de l'UNESCO pour la paix", une première pour un groupe de metal. La présidente Audrey Azoulay souligne alors leur importance à "promouvoir et transmettre le patrimoine mondial immatériel", au travers notamment de leurs instruments de musique et du chant traditionnel.

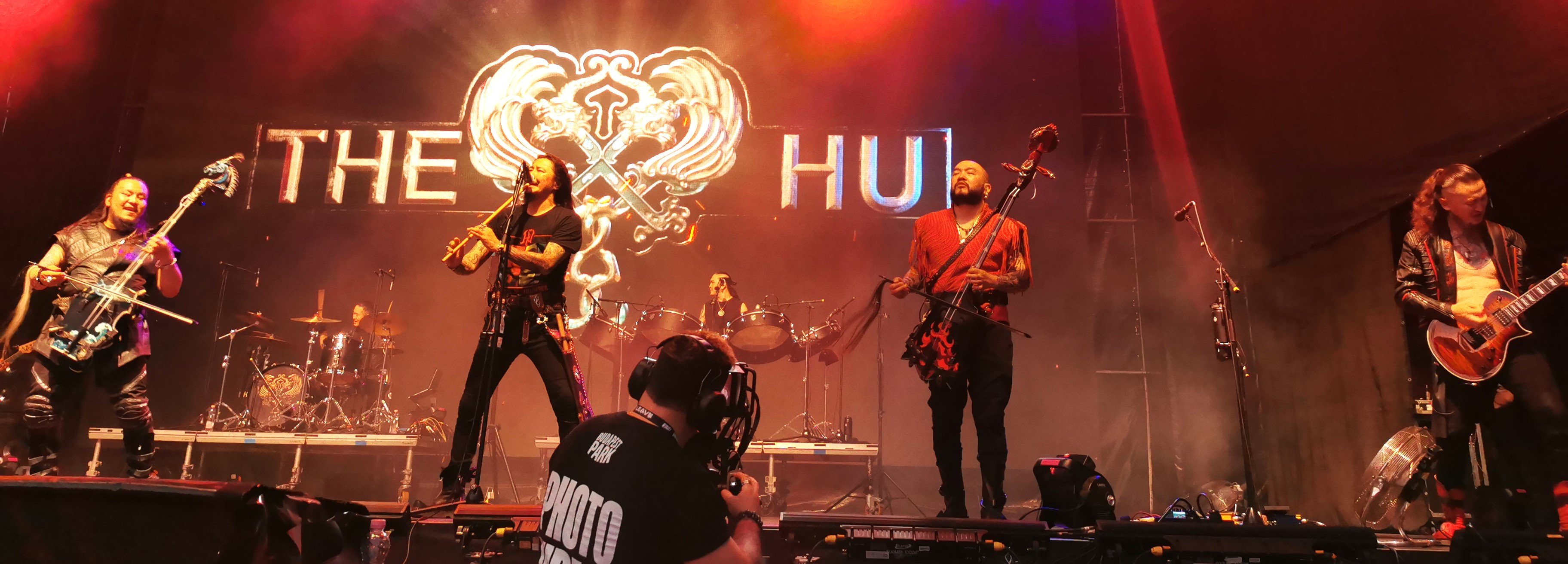
The Hu à Budapest en juillet 2023

Le 10 février 2023, ils dévoilent une nouvelle version de "This is Mongol" réalisée en collaboration avec William DuVall, chanteur d'Alice in Chains.

## Style musical
Le groupe se définit comme un groupe de "Hunnu Rock", ce terme faisant référence à l'empire hunnique. Ils proposent alors un mélange entre de la musique traditionnelle mongole et du heavy metal. The Hu déclarent être inspirés par des groupes comme Rammstein, Metallica, Foo Fighters, System of a Down ou bien Sepultura.

## Membres

### Membres actuels
- Galbadrakh "Gala" Tsendbaatar – Morin khuur, Khöömii (depuis 2016)
- Nyamjantsan "Jaya" Galsanjamts – Tumur Khuur, Tsuur, khöömii (depuis 2016)
- Enkhsaikhan "Enkush" Batjargal – morin khuur, khöömii (depuis 2016)
- Temuulen "Temka" Naranbaatar – Tovshuur, chœurs (depuis 2016)

### Musiciens de tournée
- Unumunkh "Ono" Maralkhuu – percussion, tumur khuur, chœurs (depuis 2019)
- Jambaldorj "Jamba" Ayush – guitare, chœurs (depuis 2019)
- Nyamdavaa "Davaa" Byambaa – basse, chœurs (depuis 2020)
- Odbayar "Odko" Gantumur – batterie (depuis 2019)

### Anciens membres
- Batkhuu Batbayar – basse, chœurs (2019–2020)

## Discographie

### Singles
- 2018 : Yuve Yuve Yu
- 2018 : Wolf Totem
- 2019 : Shoog Shoog
- 2019 : The Great Chinggis Khaan
- 2020 : Sad But True (reprise de Metallica)
- 2022 : This Is Mongol
- 2022 : Black Thunder

### Jeux vidéo
- Le titre Sugaan Essena a été utilisé en introduction du jeu Star Wars Jedi: Fallen Order (2019)[26].
- La musique de The Hu figure également dans Star Wars Jedi: Survivor (2023)[27].